# Karim Adeyemi
Karim-David Adeyemi (nascut el 18 de gener de 2002) és un futbolista professional alemany que juga d'extrem o davanter al club de la Bundesliga Borussia Dortmund i a la selecció alemanya.

## Carrera de club

### Red Bull Salzburg
Adeyemi va jugar de jove al TSV Forstenried i, als vuit anys, es va unir al FC Bayern München de la Bundesliga el 2010. A causa d'un atzucac en la negociació de la seva estada continuada al club, hi va haver una disputa i Adeyemi finalment va haver d'abandonar el club, cosa que va significar que es va unir a SpVgg Unterhaching el 2012. Després de passar pels equips juvenils, va debutar el març de 2018 amb l'equip sub-19 a la A-Junioren-Bundesliga (Bundesliga sub 19). Va marcar el seu primer gol en aquesta lliga l'abril del 2018 en una derrota davant l'Eintracht Frankfurt sub-19. Amb l'Unterhaching, va patir el descens a la A-Jugend Bayernliga (Bayernliga sub 19) al final de la temporada.
Abans de la temporada 2018-19, Adeyemi va ser fitxat pel club austríac FC Red Bull Salzburg on va signar un contracte de tres anys. Posteriorment va ser cedit al seu club de base, l'FC Liefering per a la temporada. Adeyemi va fer el seu debut a la 2. Liga austríaca l'1 de setembre de 2018 contra l'Àustria Lustenau, on va jugar tot el partit, que el Liefering va perdre. L'1 de desembre de 2020, va marcar el seu primer gol a la Lliga de Campions en una victòria fora de casa per 3-1 sobre el Lokomotiv Moscou durant la temporada 2020-21.

### Borussia Dortmund
El 10 de maig de 2022, es va anunciar que Adeyemi havia fitxat pel club de la Bundesliga Borussia Dortmund amb un acord fins a l'estiu de 2027. El 5 d'octubre, va marcar el seu primer gol a la Lliga de Campions amb el Borussia Dortmund en la victòria fora de casa per 4-1 contra el Sevilla. El 4 de febrer de 2023, va ser registrat com el jugador més ràpid de la Bundesliga a 36.65 quilòmetres per hora (22.77 mph) durant un partit contra el Friburg. Més tard aquell mes, el 15 de febrer, va marcar l'únic gol d'un gol en solitari en una victòria per 1-0 contra el Chelsea a l'anada dels vuitens de final de la Lliga de Campions. El 30 de març de 2024, va marcar el primer gol en una victòria per 2-0 fora del Bayern de Múnic, per ser la primera victòria del seu club a <i>Der Klassiker</i> des del 2019 i la primera victòria a l'Allianz Arena en 10 anys.

## Carrera internacional
Adeyemi va néixer a Munic, Alemanya, de pare nigerià i mare romanesa. És internacional juvenil per a Alemanya, després d'haver representat els alemanys sub-16, sub-17 i sub-21. Va debutar amb l'equip sènior d'Alemanya en una victòria per 6-0 per a la Copa del Món de la FIFA 2022 contra Armènia el 5 de setembre de 2021, entrant com a substitut final i marcant el sisè gol del seu equip en el primer minut del temps de lesions de la segona part. Com que Adeyemi era un jugador del Red Bull Salzburg al seu debut, va ser la primera vegada en el període de postguerra que un jugador d'un club austríac jugava un partit amb la selecció alemanya sènior.
El novembre de 2022, va ser nomenat a la selecció alemanya per a la Copa del Món de la FIFA 2022 a Qatar. No obstant això, no va participar en cap partit, ja que Alemanya va quedar eliminada a la fase de grups.

## Palmarès
Red Bull Salzburg
- Bundesliga austríaca: 2019–20, 2020–21, 2021–22
- Copa d'Àustria: 2019–20, 2020–21, 2021–22

Alemanya sub-21
- Campionat d'Europa sub-21 de la UEFA: 2021[17]

Individual
- Medalla Fritz Walter sub-19 d'or: 2021[18]
- Medalla Fritz Walter sub-17 d'or: 2019[19]
- Màxim golejador de la Bundesliga austríaca: 2021–22
- Equip de l'any de la Bundesliga austríaca: 2021–22[20]
- Novetat del mes de la Bundesliga: gener de 2023[21]
- Novetat de la temporada de la Bundesliga: 2022–23[22]
- Equip mundial juvenil masculí de l'IFFHS (sub-20): 2022[23]